# 雷茨
雷茨是奥地利下奥地利州霍拉布伦县的一个市镇。总面积45.01平方公里，总人口4112人，人口密度91.4人/平方公里（2005年）。